# Cathédrale de l'Immaculée-Conception de Ternopil
Pour les articles homonymes, voir Cathédrale de l'Immaculée-Conception.
Cette cathédrale de l'Immaculée-Conception est un édifice religieux situé à Ternopil, en Ukraine, devenu cathédrale dont l'archevêque est Vassyl Semeniouk.

## Historique

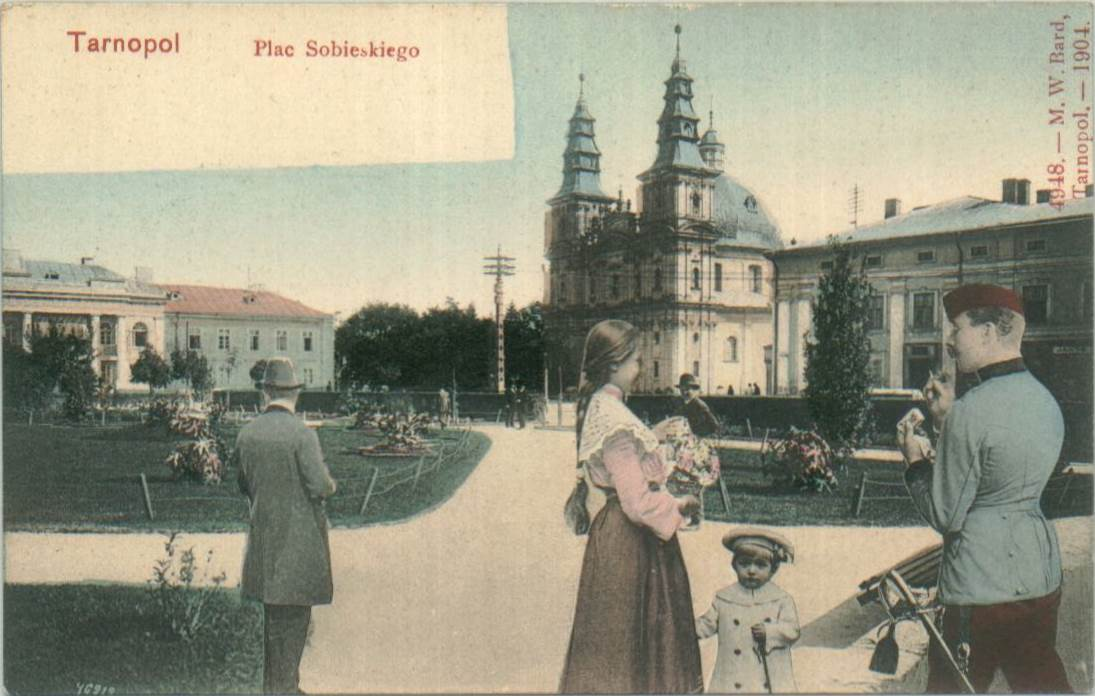
Vers 1904 sur une carte postale.

L'édifice religieux est construit entre 1749 et 1779 dans le style baroque, sur ordre de Józef Potocki, comme église Saint-Vincent du monastère de l'Ordre dominicain. Entre 1820 et 1848, elle est utilisée par les Jésuites. Fin octobre 1851, elle est utilisée comme lieu de rencontre lors de la visite de François-Joseph Ier. Elle est détruite lors des combats de l'offensive de Lvov-Sandomir en 1944. Elle est reconstruite en 1957 pour être utilisée entre 1978 et 1989 comme galerie d'art. En 1989, elle est transférée à l'Église grecque-catholique ukrainienne qui en fait son église cathédrale.
Elle est bâtie sur une importante partie souterraine.
Une partie des bâtiments, les anciennes cellules des moines, est actuellement les Archives d'État de la région de Ternopil depuis 1939.

## Organisation territoriale
Cet édifice religieux est l'église cathédrale de l'archidiocèse de Ternopil-Zboriv de l'Église grecque-catholique ukrainienne. Son archevêque est Vassyl Semeniouk.

## En images

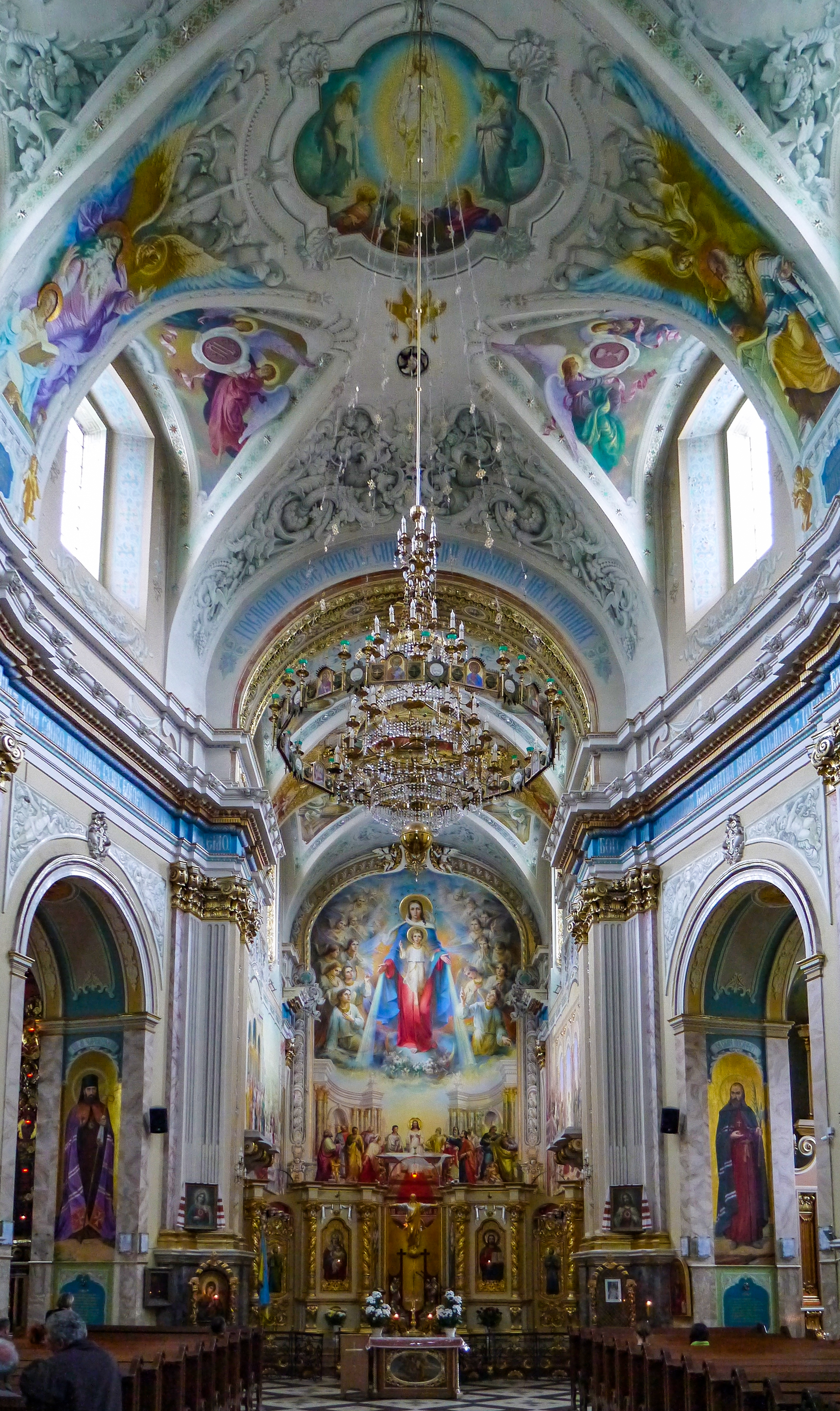
Sa nef et sa voûte.
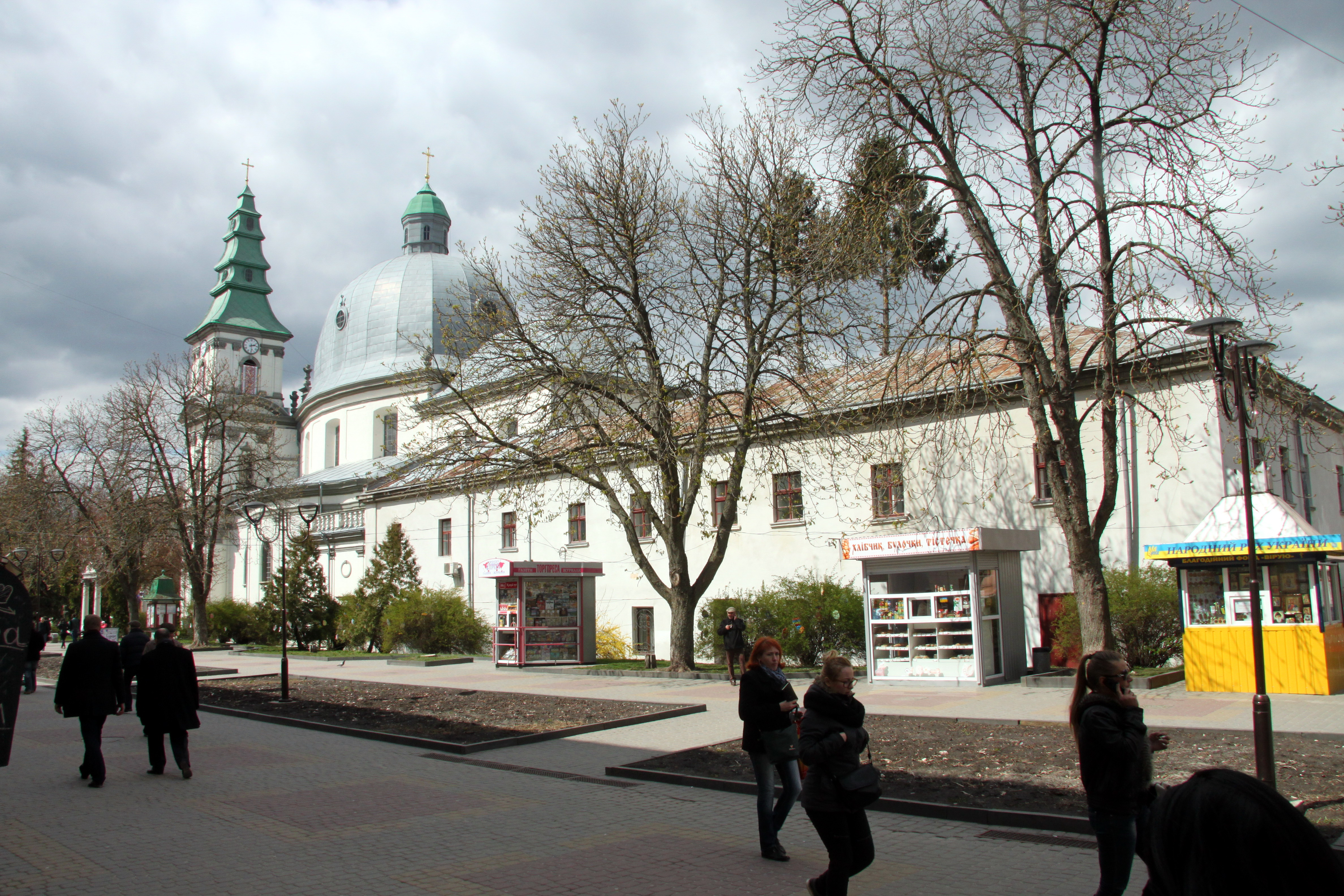
Les cellules classées sous le n° 61-101-0004
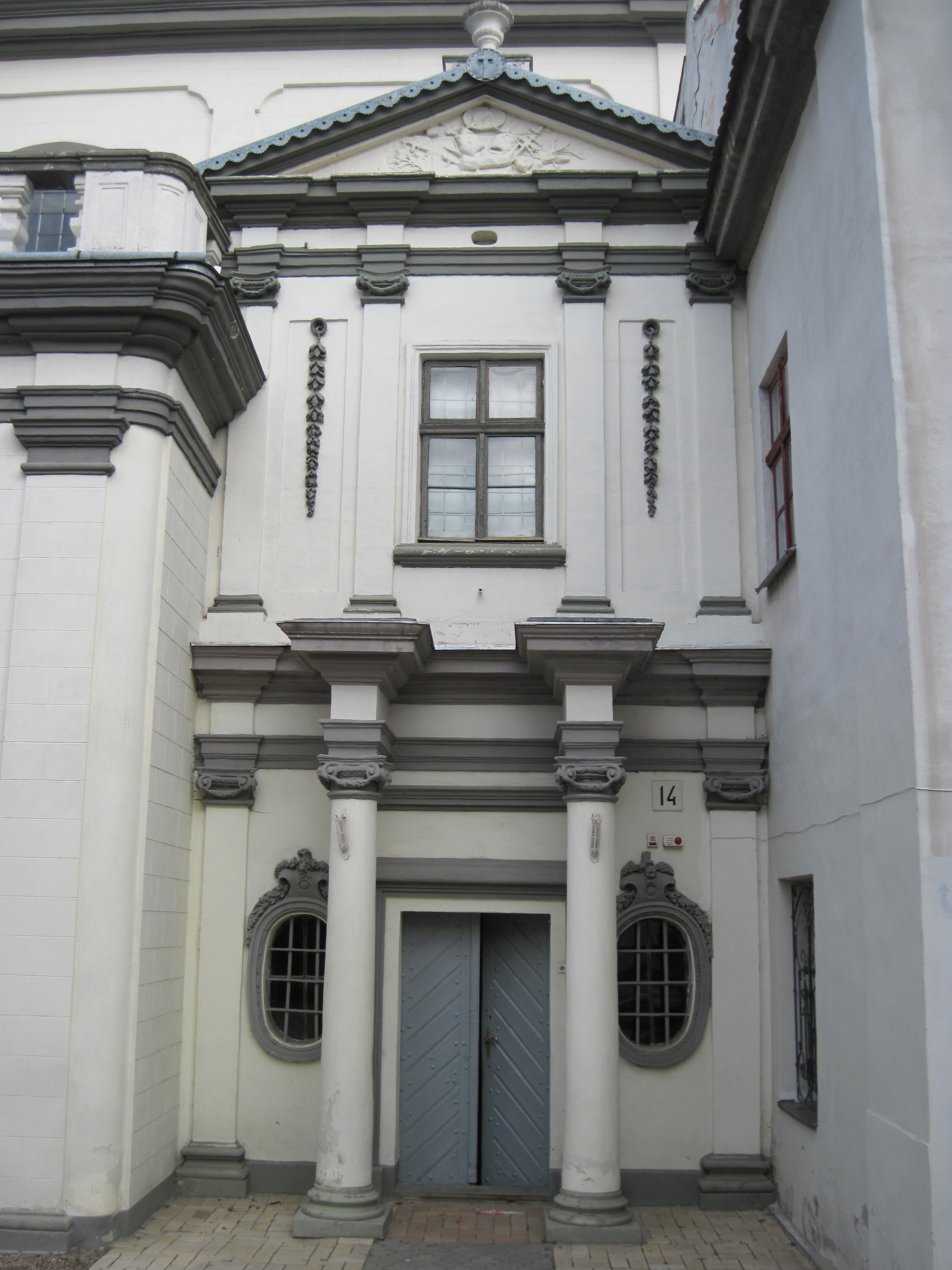
et l'entrée des archives régionales, rue Petro Sahaïdatchnyi,
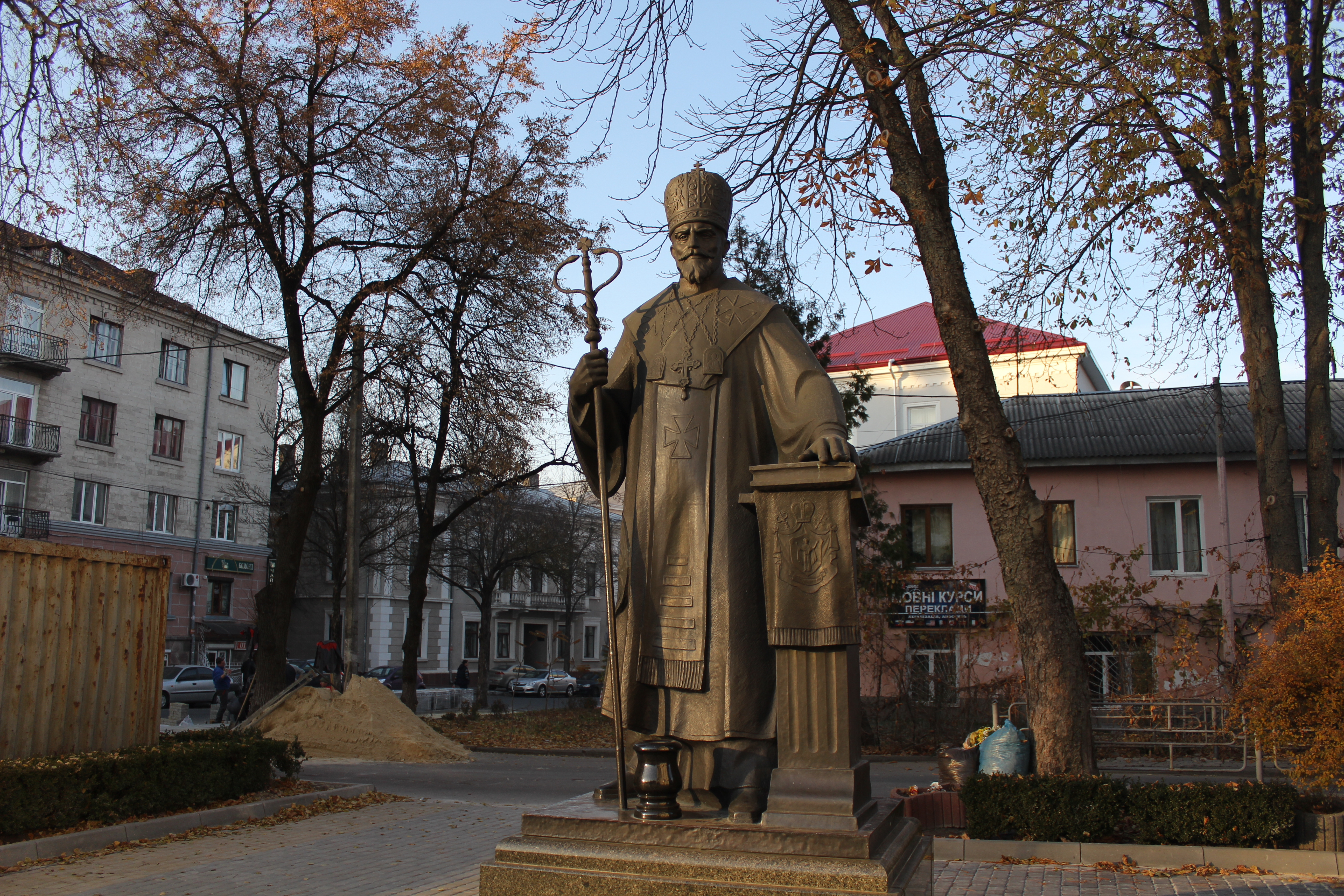
Statue de Josyf Slipyj classée sous le n° 61-101-0235[6] dans le parc attenant.